# Marek Wojtkowski
Marek Wojtkowski (ur. 26 lutego 1968 w Lubrańcu) – polski polityk i nauczyciel akademicki, doktor nauk humanistycznych, poseł na Sejm VI i VII kadencji (2007–2014), w latach 2014–2024 prezydent Włocławka, od 2024 członek zarządu województwa kujawsko-pomorskiego.

## Życiorys
W 1994 ukończył studia na Wydziale Humanistycznym Wyższej Szkoły Pedagogicznej w Bydgoszczy. W 2002 uzyskał stopień doktora nauk historycznych na Uniwersytecie Mikołaja Kopernika w Toruniu pod kierunkiem profesora Mirosława Krajewskiego. Zawodowo związany z Wyższą Szkołą Humanistyczno-Ekonomiczną we Włocławku, w której był prorektorem i adiunktem. Później został wykładowcą Wyższej Szkoły Gospodarki w Bydgoszczy. W 2013 ukończył podyplomowe studia menedżerskie na Uniwersytecie Warszawskim.
W wyborach parlamentarnych w 2007 uzyskał mandat poselski z listy Platformy Obywatelskiej, otrzymując w okręgu toruńskim 5353 głosy. W wyborach w 2011 z powodzeniem ubiegał się o reelekcję, dostał 7352 głosy.
W 2014 został wybrany na prezydenta Włocławka, pokonując w drugiej turze Andrzeja Pałuckiego z SLD. W wyborach w 2018 z powodzeniem ubiegał się o reelekcję, wygrywając w drugiej turze z Jarosławem Chmielewskim z PiS. W wyborach w 2024 nie został ponownie wybrany, przegrywając w drugiej turze ze swoim byłym zastępcą Krzysztofem Kukuckim z Lewicy. W maju tego samego roku powołano go na stanowisko członka zarządu województwa kujawsko-pomorskiego VII kadencji.